# パンカリエーリ
パンカリエーリ（伊: Pancalieri）は、イタリア共和国ピエモンテ州トリノ県にある、人口約2,000人の基礎自治体（コムーネ）。

## 地理

### 位置・広がり

#### 隣接コムーネ
隣接するコムーネは以下の通り。括弧内のCNはクーネオ県所属を示す。
- カザルグラッソ (CN)
- ファウレ (CN)
- ロンブリアスコ
- オザージオ
- ポロンゲーラ (CN)
- ヴィゴーネ
- ヴィッラフランカ・ピエモンテ
- ヴィルレ・ピエモンテ

## 行政

### 分離集落
パンカリエーリには、以下の分離集落（フラツィオーネ）がある。
- Benna, Cascinassa, Cascinetta, Castel Rainero, Festa, Fontane, Malpensata, Motta, Porto Natante sul Po

## 姉妹都市
- Ataliva、アルゼンチン 2003年